# جيرت هيلدبراند
جيرت هيلدبراند (بالألمانية: Gert Hildebrand)‏ هو مصمم ألماني، ولد في 22 أغسطس 1953 في لوراخ في ألمانيا.